# U 58 (U-Boot, 1916)
U 58 war ein diesel-elektrisches U-Boot der deutschen Kaiserlichen Marine, das im Ersten Weltkrieg zum Einsatz kam. Es war das erste deutsche U-Boot, das durch den Angriff eines US-amerikanischen Kriegsschiffes verloren ging.

## Einsätze
U 58 lief am 31. Mai 1916 bei der AG Weser in Bremen vom Stapel und wurde am 9. August 1916 in Dienst gestellt. Der Indienststellungs-Kommandant war Kapitänleutnant Kurt Wippern (9. August 1916 – 3. Juni 1917). Spätere Kommandanten waren Kapitänleutnant Peter Hermann (4. Juni 1917 – 26. Juni 1917), Oberleutnant zur See/Kapitänleutnant Karl Scherb (27. Juni 1917 – 30. Oktober 1917) und Kapitänleutnant Gustav Amberger (31. Oktober 1917 – 17. November 1917).
U 58 führte während des Ersten Weltkriegs acht Feindfahrten in der Nordsee beziehungsweise im östlichen Nordatlantik durch. Dabei wurden insgesamt 21 Handelsschiffe der Entente und neutralen Staaten mit einer Gesamttonnage von 30.901 BRT versenkt. Darunter befanden sich zahlreiche skandinavische Segelschiffe. Das größte von U 58 versenkte Schiff war der britische Tanker Bullmouth. Der Tanker wurde am 28. April 1917 auf dem Weg von Glasgow nach Hampton Roads (Virginia) etwa 125 Meilen nordwestlich von Tory Island (Irland) angegriffen. Dabei gab es keine Todesopfer.

## Verbleib

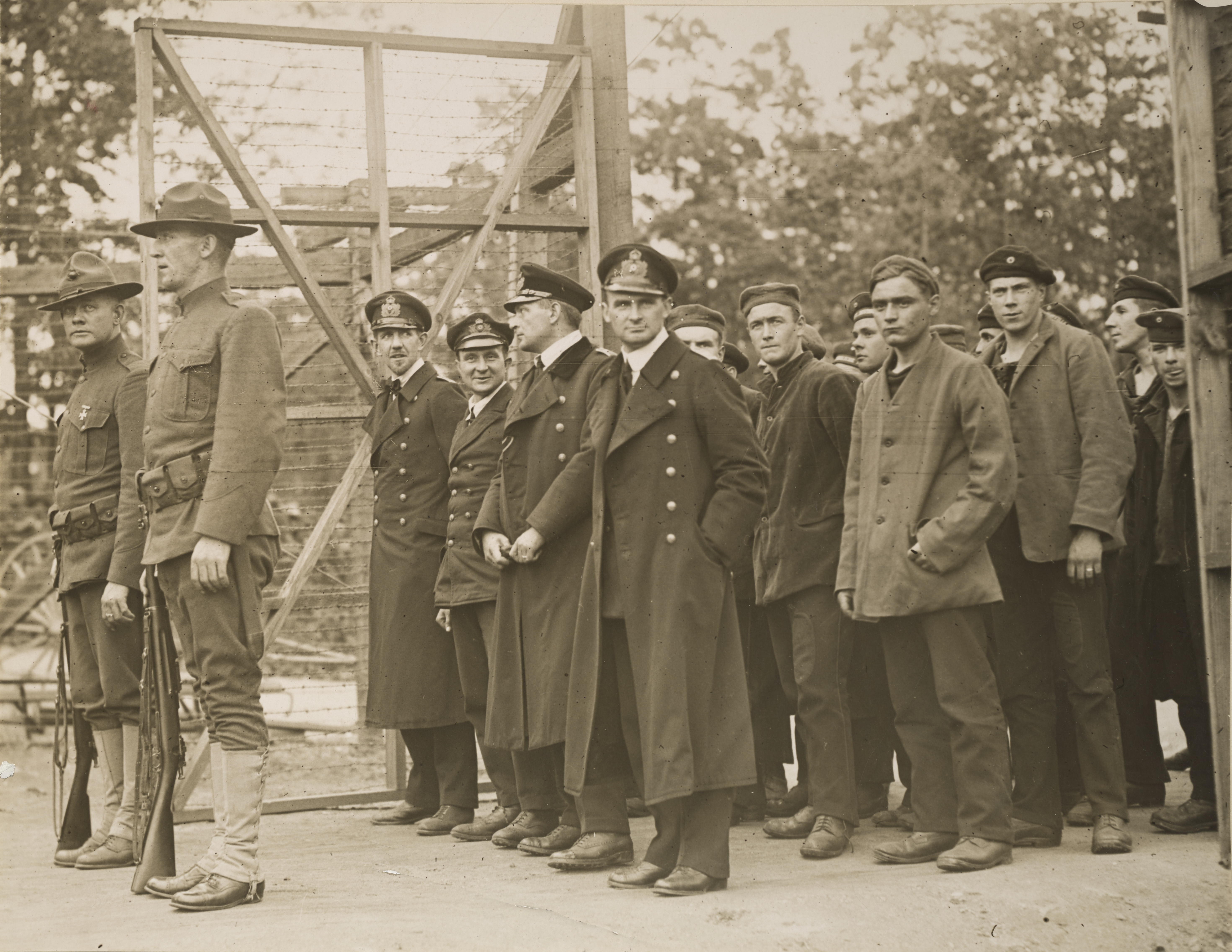
Offiziere und Mannschaft von U 58 bei der Ankunft im Internierungslager in Fort McPherson, Georgia (April 1918)

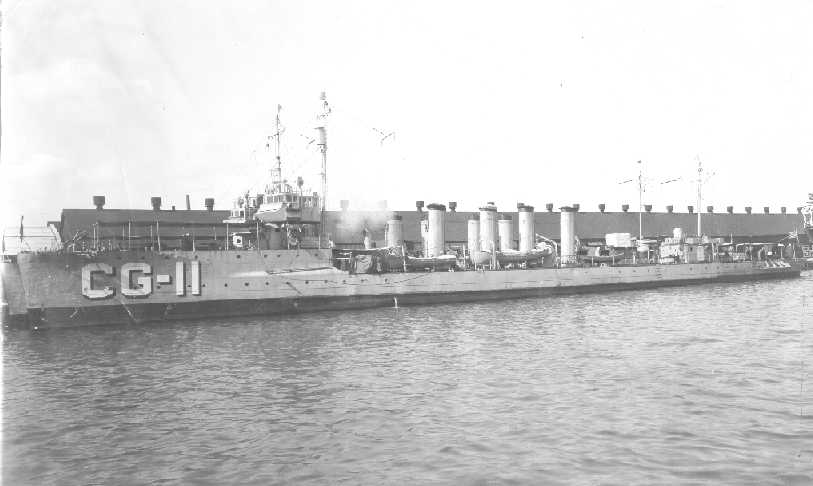
Die Fanning

U 58 befand sich südwestlich von Milford Haven im Eingang zum Bristolkanal, als sein Sehrohr durch den US-amerikanischen Zerstörer Fanning gesichtet wurde. Daraufhin belegte der Zerstörer das getauchte U-Boot mit Wasserbomben. Eine der Explosionen beschädigte das Tiefenruder von U 58 und machte das Boot damit manövrierunfähig. Kapitänleutnant Amberger schaffte es noch, kontrolliert aufzutauchen. Seine Besatzung kam mit erhobenen Händen an Deck des U-Bootes. Zwei Besatzungsmitglieder blieben jedoch unter Deck, um das U-Boot durch das Öffnen der Flutventile selbst zu versenken, damit es nicht in feindliche Hände fiel. Diese beiden U-Boot-Fahrer konnten U 58 nicht mehr rechtzeitig verlassen und kamen ums Leben, da U 58 durch das Fluten rasch sank. Die übrigen 36 deutschen Marineangehörigen wurden von dem gegnerischen Schiff gerettet und gingen in Kriegsgefangenschaft. Als ungefähre Untergangsstelle werden folgende Koordinaten genannt: 51° 32′ N, 5° 21′ W.